# 阿涌朵玛错
阿涌朵玛错是一个位于中国青海省玛多县的湖泊，面积约为24平方千米。